# Hieràpolis de Frígia
Hieràpolis (en grec antic Ἱεράπολις, 'ciutat sagrada') és una antiga ciutat grecoromana de Frígia, a la província de Denizli (Turquia). Estava situada entre els rius Licos i Meandre. Probablement va ser fundada pels grecs, encara que no hi ha constància del fet.
Les seves ruïnes són al costat de Pamukkale, famosa per les seves fonts termals. Segons Estrabó, les aigües calentes de les fonts formaven estalactites i s'utilitzaven per tenyir. Vora les fonts hi havia el Plutonium, una cova sagrada de gran profunditat, d'on sortia un vapor verinós que no afectava als sacerdots anomenats Galli. En temps d'Ammià Marcel·lí la cova havia perdut la seva capacitat per enverinar. Plini el Vell diu que la deïtat més venerada era la Gran Mare o Cíbele. El lloc era un centre de repòs per als nobles. En temps de Pau de Tars hi havia una església cristiana. Va ser el lloc de naixement del filòsof Epictet.
El paratge de Pamukkale i les ruïnes de Hieràpolis van ser declarats Patrimoni de la Humanitat per la Unesco l'any 1988.

## Galeria d'imatges

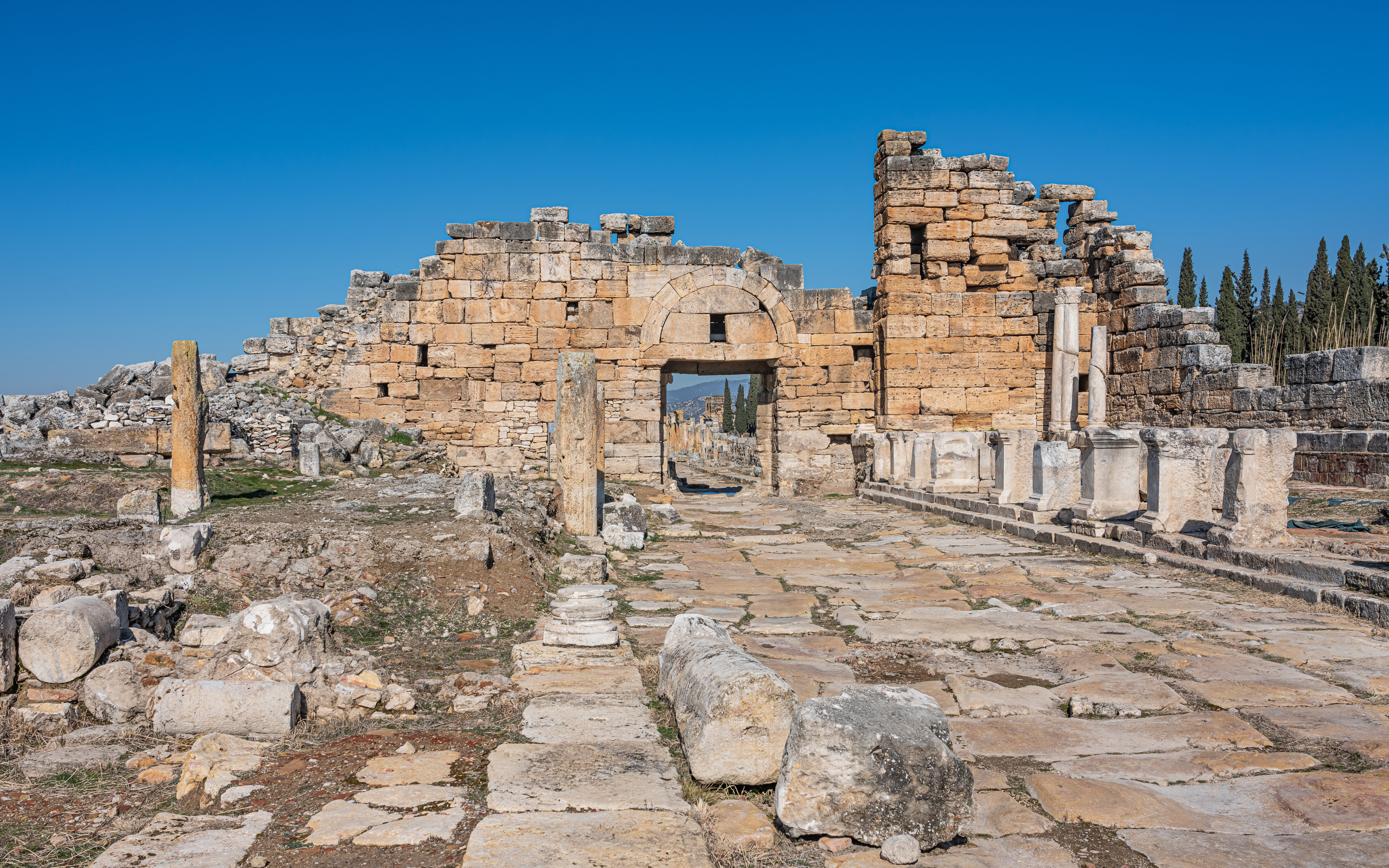
El carrer principal
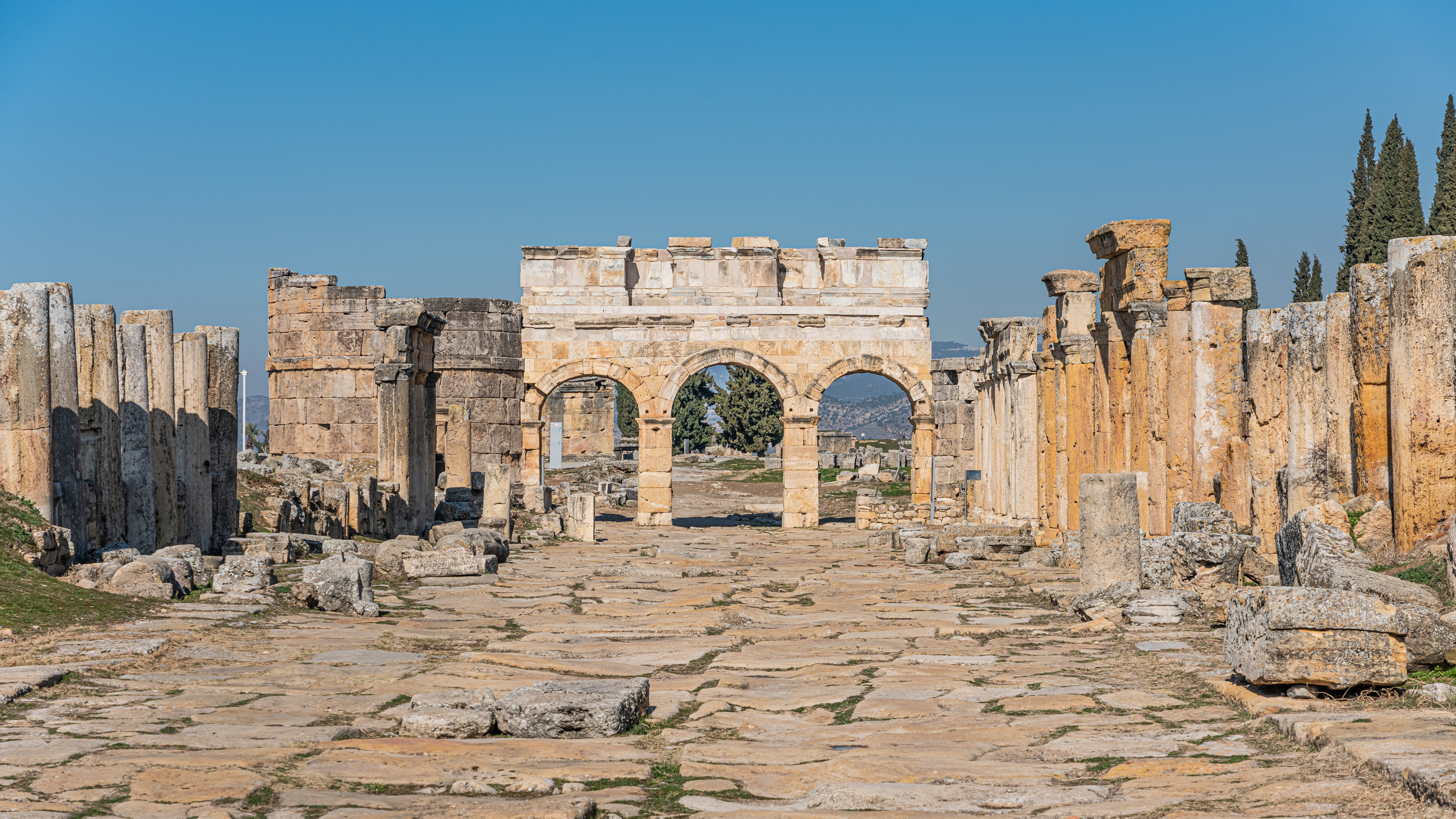
La porta de Domicià
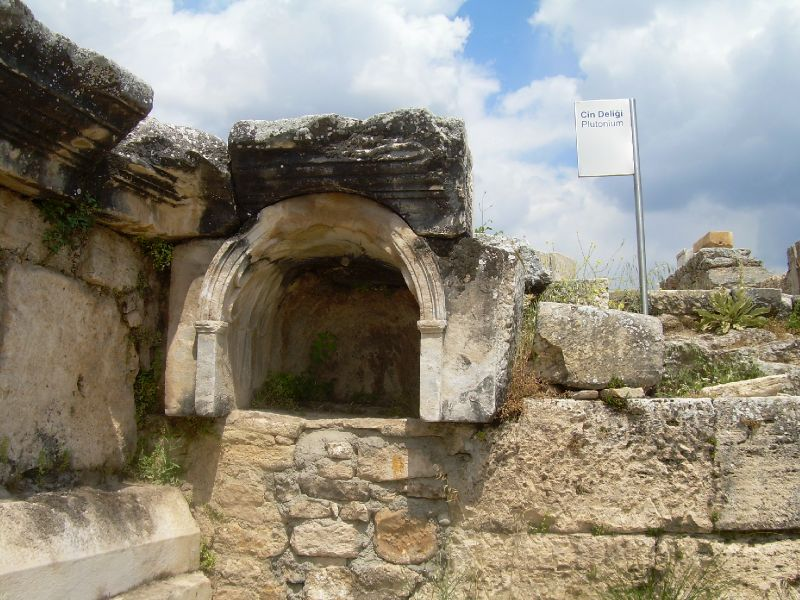
El Plutònium
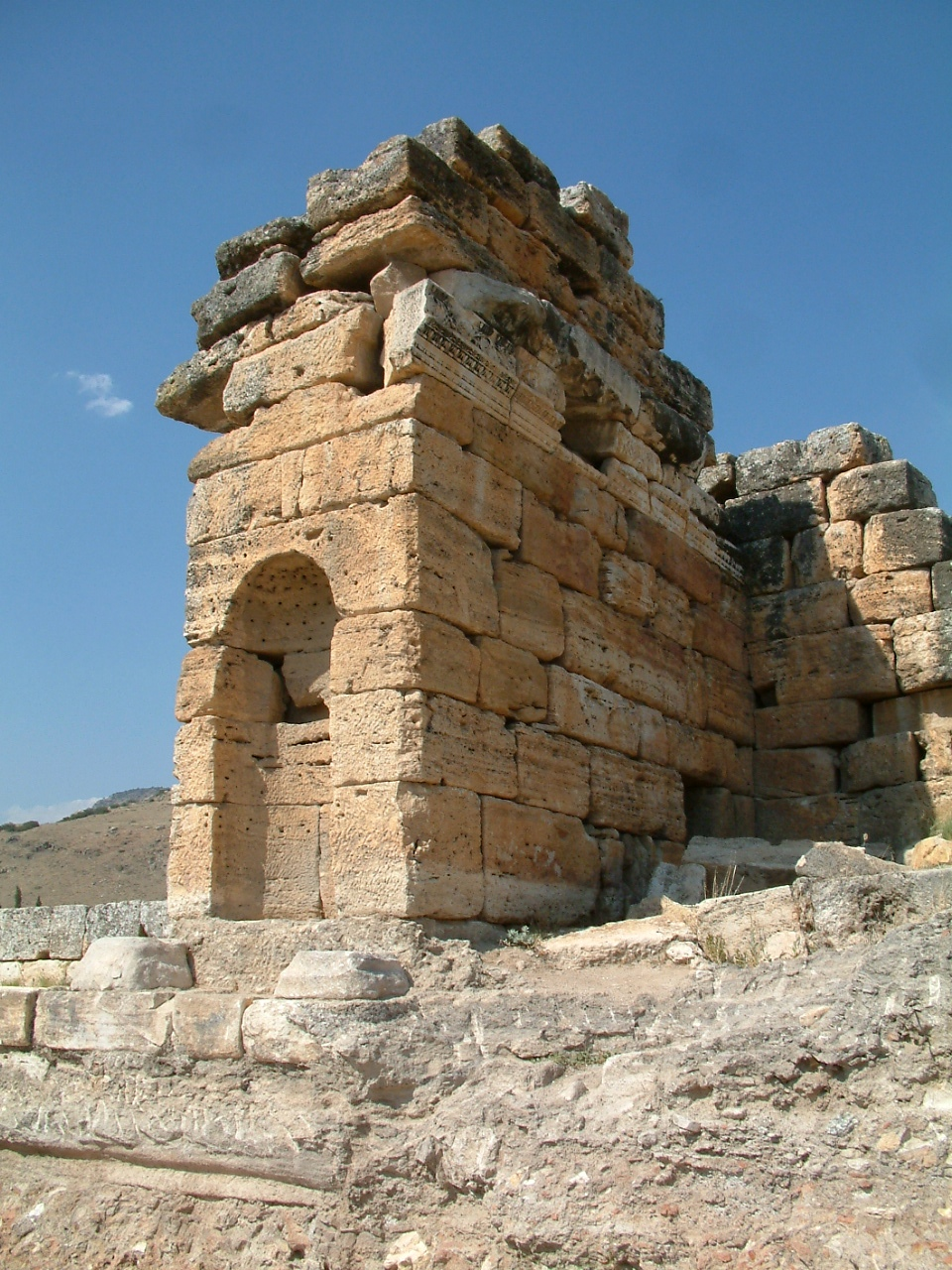
Restes del nimfeu
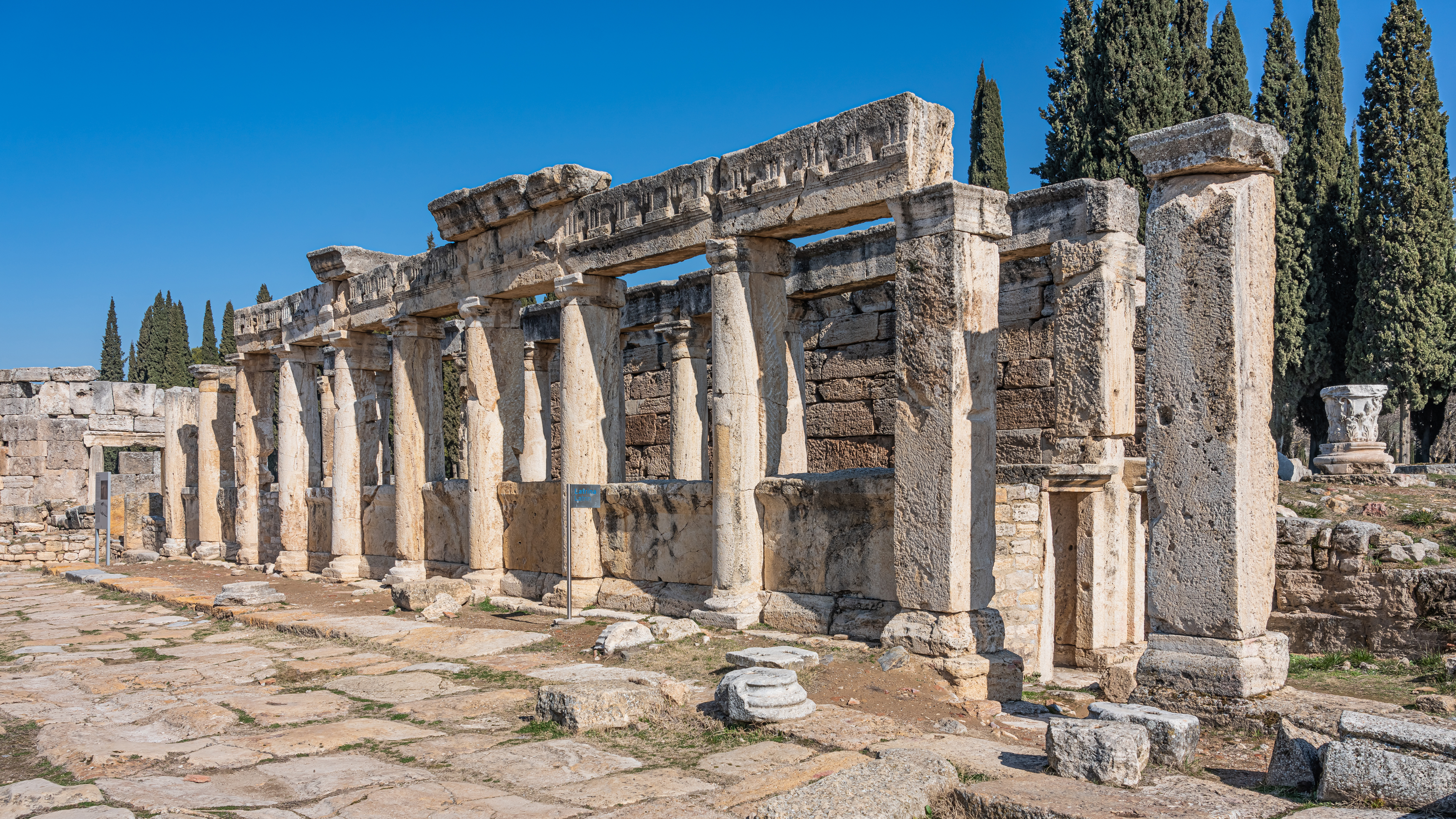
Latrina al carrer principal
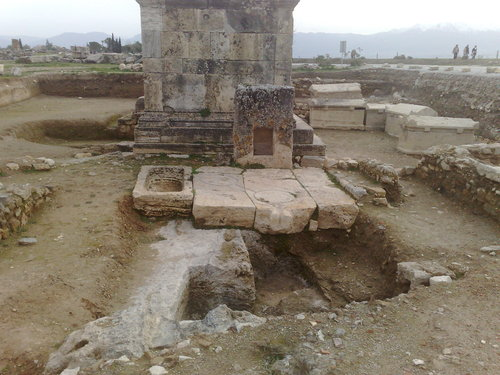
Trull d'oli
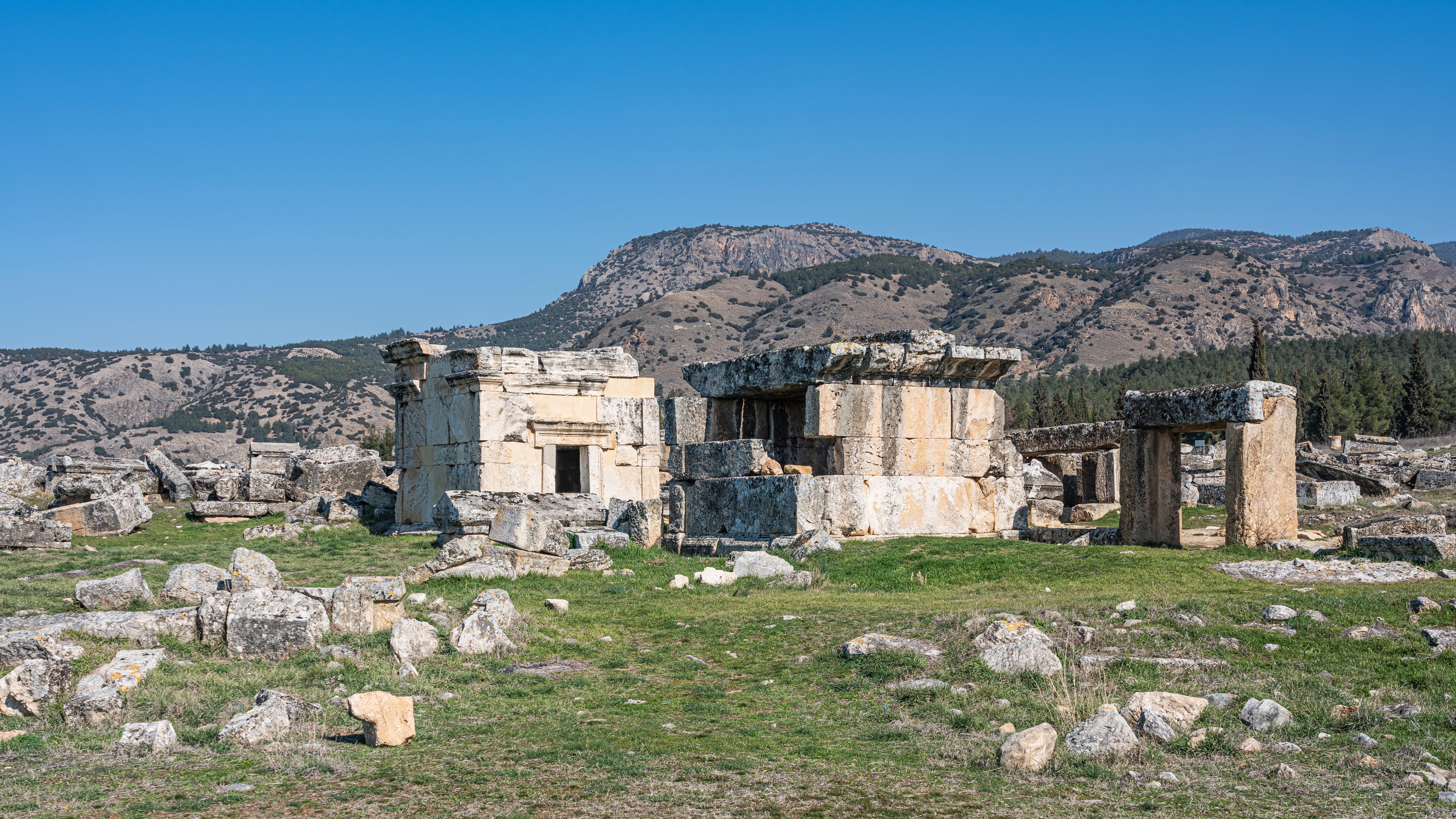
Tomba a la necròpolis
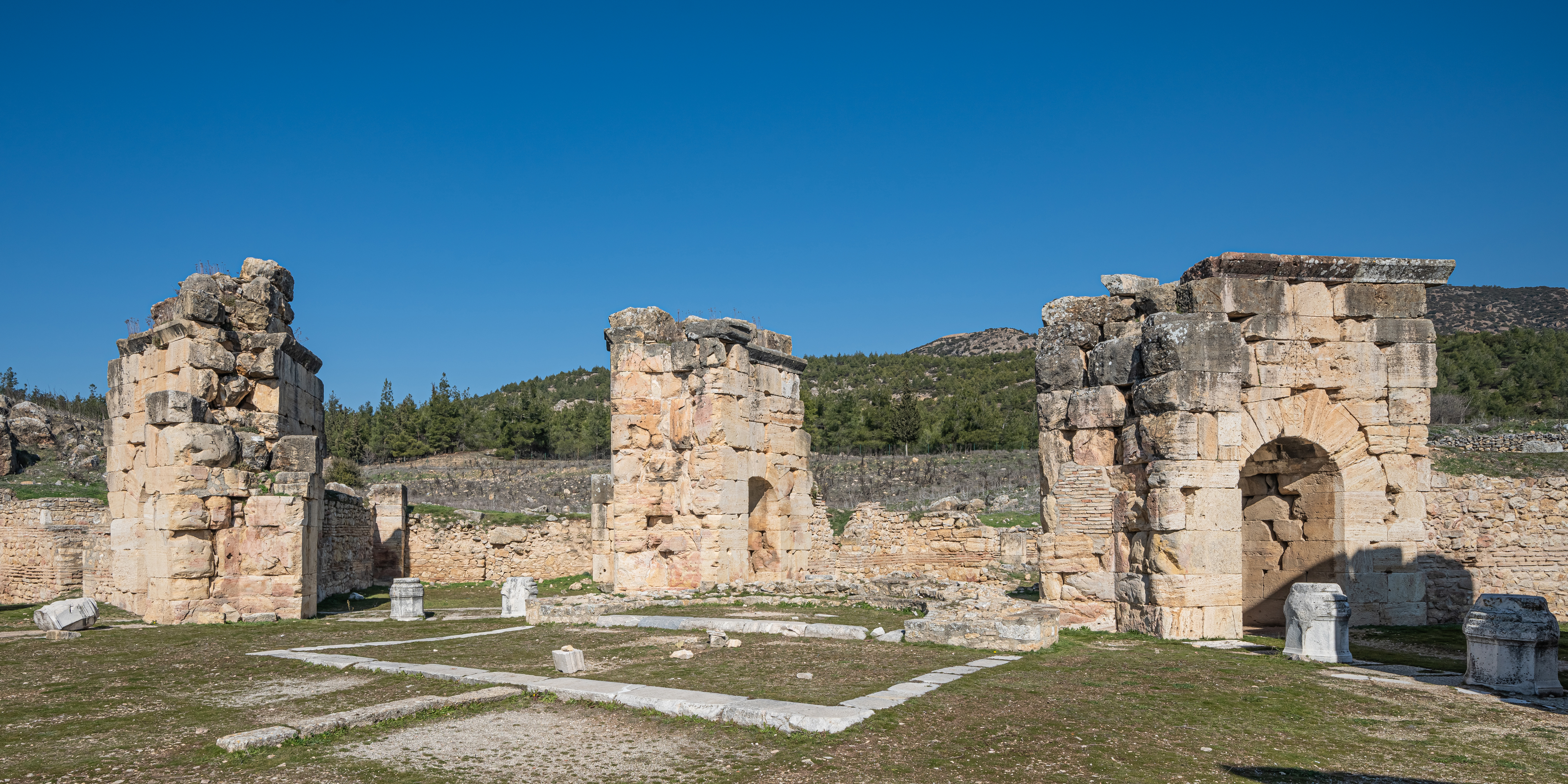
Martiri de l'apòstol Felip